# Believe In You (岡田有希子の曲)
「Believe In You」（ビリーブ・イン・ユー）は、岡田有希子の楽曲。2002年12月4日にポニーキャニオンから、通算9作目となるシングルとして発売された。

## 概要
- 恋人とのデートの後、帰り道を独り歩くヒロインの心情を描写したもの。オリジナルバージョンはベスト・アルバム『贈りもの』（1984年発売）にボーナス・トラックとして収録され、本人が出演した東芝「パソピアIQ」CM曲として使用された。コンサートでのアンコール曲としても使用され、コンサートツアー「ハートにキッス」「ファンタジアン」で歌われた。
- 2002年、CD-BOXの発売にあたり、新たに録音したフルオーケストラによる演奏と当時のヴォーカルをデジタル処理で組み合わせた「2003 String Version」が制作され、先行シングルとして発売された。
- 2002年12月16日付オリコンシングルウイークリーチャートで初登場63位。初めて1位を記録した「くちびるNetwork」から約16年11ヶ月ぶりのチャートインを果たした。

## 収録曲
※全作詞：吉沢久美子、全作曲：梅垣達志
1. Believe In You (2003 Strings Version)
編曲：服部隆之
2. Believe In You (1984 Original Version)
編曲：萩田光雄
「贈りもの」収録のものと同じバージョン
3. Believe In You (2003 Strings Version/インストゥルメンタル)